# Глазер, Эдуард
Эдуард Глазер (нем. Eduard Glaser; 1855—1908) — австрийский арабист, востоковед, археолог и путешественник.

## Биография
Эдуард Глазер родился 15 марта 1855 года в Дейтш-Русте (Богемия) в семье еврейского фермера и трейдера. По окончании курса пражского политехникума, где Глазер посвятил себя изучению математики и геодезии, он вместе с тем увлечённо занялся изучением арабского языка.

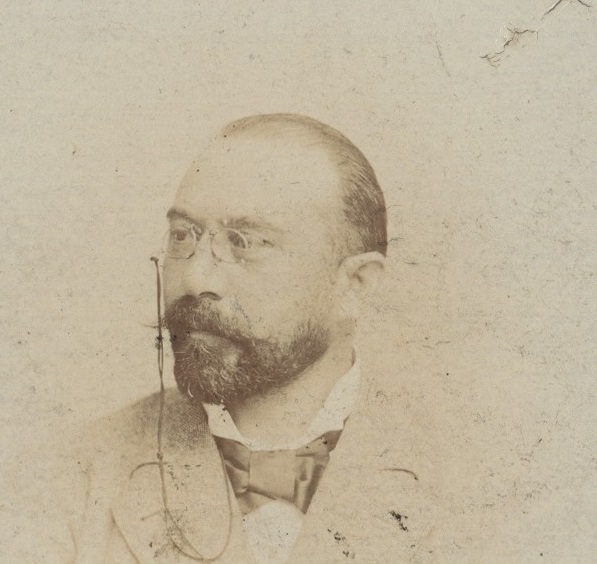
Эдуард Глазер

В 1877 году Глазер прибыл в Вену; в 1880 году он был уже в Тунисе, откуда в 1882 году через Триполи проехал в Александрию; в следующем году Глазер работал в Южной Аравии, посетив множество интересных для науки мест.
В 1885—1886 гг. Э. Глазер предпринял второе, а в 1887—1888 гг. третье путешествие по Аравии, причем на этот раз ему удалось пробраться до Мариба, древней Сабы. Глазер собрал свыше 1000 химьяритских и сабейских надписей и сделал несколько весьма важных географических открытий. За это в 1890 году Грайфсвальдский университет удостоил его звания доктора философии honoris causa.
В 1892 году Эдуард Глазер предпринял четвёртое путешествие по Аравии; проникнув из Адена в глубь страны, он сделал съемку местностей от Гадрамаута до Мекки и собрал около 800 надписей, множество старинных арабских рукописей, равно как ценные материалы по местным наречиям, особенно клана Мары. Труды Глазера в этой области составляют эпоху в изучении древностей Аравии. Кроме того, им разобраны и изучены южно-арабские храмовые законы (по древнеминейским и сабейским надписям), по тону и содержанию напоминающие еврейский Храмовой кодекс.
Эдуард Глазер умер 7 мая 1908 года в городе Мюнхене.